# Symphonia louveli
Symphonia louveli är en tvåhjärtbladig växtart som beskrevs av Jumelle. Symphonia louveli ingår i släktet Symphonia och familjen Clusiaceae. Inga underarter finns listade i Catalogue of Life.